# Gove City
Gove City, vanlig kortform Gove, är administrativ huvudort i Gove County i Kansas. Enligt 2010 års folkräkning hade Gove City 80 invånare.